# Бейнетте
Бейнетте (итал. Beinette) — коммуна в Италии, располагается в регионе Пьемонт, в провинции Кунео.
Население составляет 2984 человека (2008 г.), плотность населения составляет 176 чел./км². Занимает площадь 17 км². Почтовый индекс — 12081. Телефонный код — 0171.
Покровителями коммуны почитаются святой апостол Иаков Старший и святой Христофор, празднование 25 июля.

## Демография
Динамика населения:

## Администрация коммуны
- Официальный сайт: http://www.comune.beinette.cn.it/ Архивная копия от 6 сентября 2009 на Wayback Machine